# Volvo-Mauri B59 Ansaldo
Il Volvo-Mauri B59 Ansaldo è un modello di filobus realizzato in Svezia a partire dalla metà degli anni settanta, in collaborazione con la Mauri - per quanto riguarda la carrozzeria - e la Ansaldo - per quanto riguarda l'equipaggiamento elettrico.

## Caratteristiche
È un filobus lungo 12 m, con guida a sinistra, tre porte traslanti (di cui l'ultima a una sola anta), prodotto dalla Volvo nella livrea arancio-ministeriale, carrozzato dalla Mauri ed equipaggiamento elettrico Ansaldo.

## Diffusione
Il modello è stato presente solo in due parchi aziendali italiani: quello della TRAM Servizi di Rimini e della "KM" di Cremona.

### Rimini
In questa città, tra il 1976 e il 1978, l'arrivo di questo modello di filobus ha consentito il rinnovo parziale del parco aziendale. Fu la prima fornitura in Italia di nuove vetture dopo oltre dieci anni.
L'allora "ATAM" aveva ordinato diciassette filobus "Volvo-Mauri B59 Ansaldo". I mezzi furono inseriti nella serie 1001-1017. Ebbero le targhe FO-Tram-001/017, perché immatricolati prima che Rimini divenisse provincia.
Il filobus numero 1001 fu un prototipo costruito nel 1975 e fu impiegato in prova presso varie aziende, prima di essere acquistato da ATAM nel 1976. Differiva dagli altri mezzi per il fatto che aveva le apparecchiature elettriche nel sottocassa anziché sul tetto. Il numero 1002, invece, fu un secondo prototipo, costruito nel 1977; tutti gli altri mezzi, dal 1003 al 1017, furono veicoli di produzione di serie acquistati nel 1978.

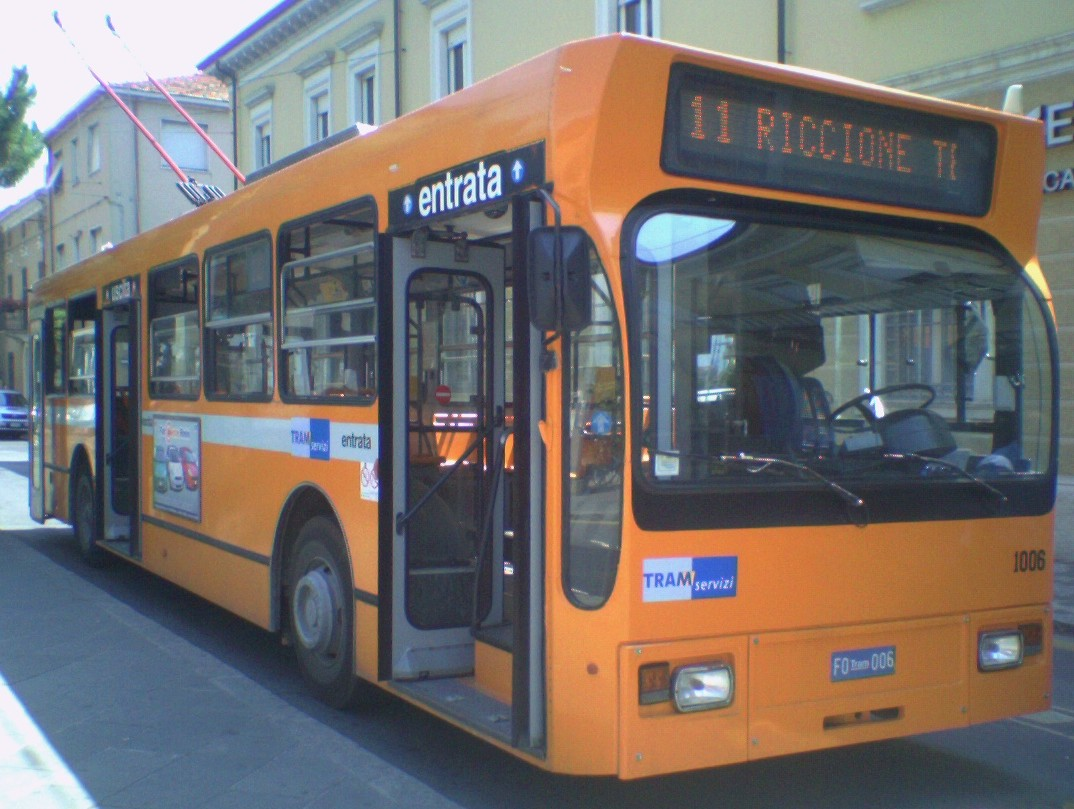
Volvo-Mauri B59 Ansaldo della Tram Servizi di Rimini

Dopo diversi anni d'esercizio, nella seconda metà del primo decennio del XXI secolo, alcune vetture (1001, 1002, 1007 e 1010) risultavano accantonate per non aver passato il collaudo. La vettura 1013 fu accantonata nel 2007, ma ritornò in servizio dopo un fermo di quasi un anno, durante il quale fu posta fra i filobus accantonati, con un cartello che recitava testualmente: "FILOBUS EFFICIENTE - NON DEMOLIRE O CANNIBALIZZARE".
Nel corso del 2009 l'Ufficio speciale trasporti a impianti fissi (USTIF) revocò la circolabilità di tutti i mezzi, che furono di conseguenza accantonati e depositati presso il vecchio deposito ex ATR di San Giuliano a Mare, in attesa di essere venduti o demoliti.

### Cremona
L'allora "AEM" di Cremona acquistò otto esemplari di questo tipo, costruiti nel 1982. Furono inseriti nella serie 020-027, targati CR 020-027, e operarono fino alla chiusura della rete filoviaria, avvenuta nel 2002.

## Conservazione
- Tutti i filobus della Tram Servizi di Rimini sono stati fermati per revoca della circolabilità da parte di USTIF a fine estate 2009, al 2012 su 17 mezzi originari 13 sono stati demoliti (1001/1013), 3 sono tuttora accantonati a San Giuliano Mare (1014/1016) in attesa di essere utilizzati come resi per nuovi mezzi, uno (1017) è stato venduto a un privato di Torriana per preservazione statica.
- La "KM" Cremona ha conservato nel suo deposito la vettura n. 027, gli altri esemplari sono stati demoliti.